# Raimond II Pelet
 (mai 2025).
Raimond II Pelet, mort en 1227 (après le 3 juin), fut seigneur d'Alès.

## Origines
Fils de Bertrand Pelet, Raimond II Pelet fait partie de la maison de Pelet. Il se maria avec Sibylle d'Anduze.

## Sources
- AUBERT DE LA CHESNAYE DES BOIS (François-Alexandre), Dictionnaire de la noblesse, Paris, 1863-1876, 3e éd., t. XIV, c. 812-813 ;
- ISENBURG (Wilhelm Karl), Europäische Stammtafeln : Stammtafeln zur Geschichte der europäischen Staaten. Neue Folge, Marburg, 1990-1991, t. XIV (« Les familles féodales de France »), tafel 147.